# Mariscal Braun
Il Mariscal Braun è una società calcistica boliviana di La Paz, fondata il 25 agosto 1952.

## Storia
In seguito alla sua fondazione, prese parte alla seconda divisione del campionato di La Paz, ottenendo la promozione in massima serie nel 1961. Nel 1963 tornò in serie cadetta. Nel 1999, ottenuto il secondo posto in Copa Simón Bolívar, ebbe la possibilità di giocare nella Liga del Fútbol Profesional Boliviano 2000. La prima stagione nel massimo livello calcistico nazionale vide la squadra chiudere all'ottavo posto nell'Apertura e al nono nel Clausura. Nel campionato 2002 l'ultimo posto in classifica raggiunto in entrambe le fasi del torneo causò ne la retrocessione.